# Geismar (hessisch-westfälisches Adelsgeschlecht)

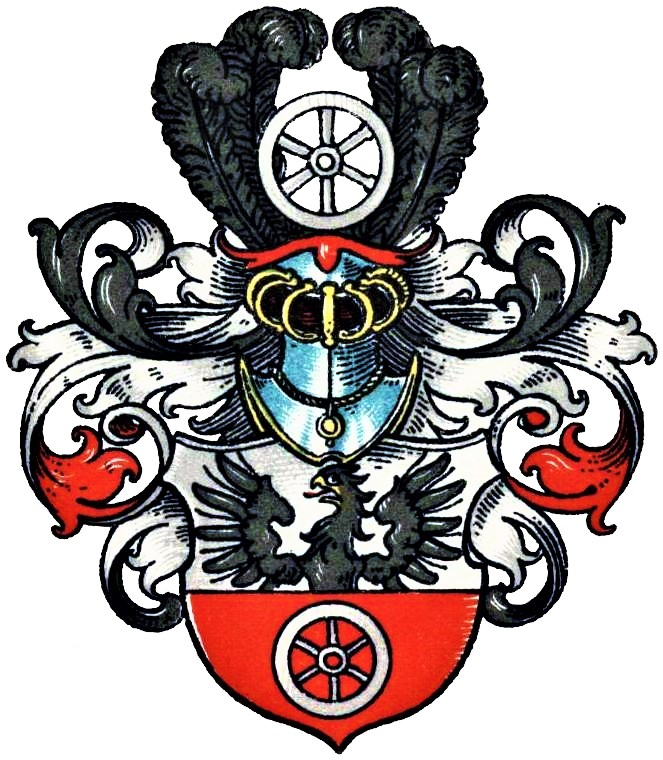
Stammwappen derer von Geismar im Wappenbuch des Westfälischen Adels

Geismar ist der Name eines alten Adelsgeschlechtes (Ritterstand), das im 12. Jahrhundert als Ministeriale dem Erzbistum Mainz diente und im Umkreis der Städte Hofgeismar und Warburg begütert war. Aus ihm gingen u. a. zahlreiche Ratsherren und Bürgermeister der Stadt Warburg, Äbte und ein kaiserlich-russischer General hervor.
Die Familie ist von dem wappenverschiedenen, nichtverwandten hessisch-waldeckschen Geschlecht der Herren von Geismar zu unterscheiden.

## Geschichte

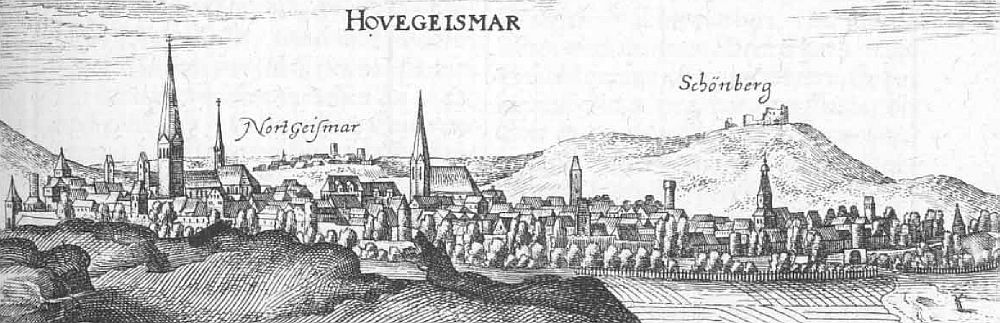
Hofgeismar und Burg Schöneberg (Merian 1655)

1082 wurde in einer Urkunde des Mainzer Erzbischofs Sigfrid I. ein Hove Geismari auf dem Gebiet der heutigen Stadt Hofgeismar erwähnt. erwähnt. Möglicherweise handelte es sich hier um den seit karolingischen Zeiten bestehenden Fronhof, an den bis heute eine Straßenbezeichnung („Am Fronhof“) erinnert. Seit dem 9. Jahrhundert gehörte der Hof Geismari zum Fränkischen Reich und nach einer Schenkung zum Erzbistum Mainz.
Conrad von Geismar erscheint urkundlich 1139. Derselbe tritt auch 1152 in der Fundationsurkunde des thüringischen Klosters Georgenthal auf. 1185 verkaufte Konrad de Geismare den Zehnten zu Deiderode an das Kloster Reinhausen. Er war Ministerial, Afterlehnsnehmer des Erzbistums Mainz und Vasall des Konrad von Schöneberg. Die Edelherren von Schöneberg, vormals Herren zu Eberschütz, hatten nach der Ermordung des Erzbischofs Adalbert I. von Mainz im Januar 1152 dessen 4,5 km nördlich von Hofgeismar gelegene Burg Schöneberg als Lehen bekommen und sich nach ihr benannt.
In einer vom Mainzer Erzbischof Siegfried II. von Eppstein 1199 in Mainz ausgestellten Urkunde tritt ein Berthold von Geismar als Zeuge auf. 1209 verkaufte Ritter Bartoldus de Geismaria mit Einwilligung seines Lehnsherrn, des Grafen Albert von Everstein, dem Kloster Pöhlde für 88 Mark den Zehnten zu Radolfshausen. 1221 wurde ein Friedrich von Geismar urkundlich genannt. 1235 erschien ein Hartmod von Geismar, ein Geistlicher, als Zeuge eines Verkaufs des Klosters Helmarshausen an das Kloster Willebadessen. 1240 wirkte ein Dietrich von Geismar als Ratsherr in Marsberg. 1244 wurden der soeben verstorbene Ritter Röttger von Geismar, und sein Sohn, der Ritter Hermann I. von Geismar, erwähnt. 1262 war ein Arnold von Geismar Zeuge in Urkunden des Klosters Abdinghof und des Klosters Gehrden.

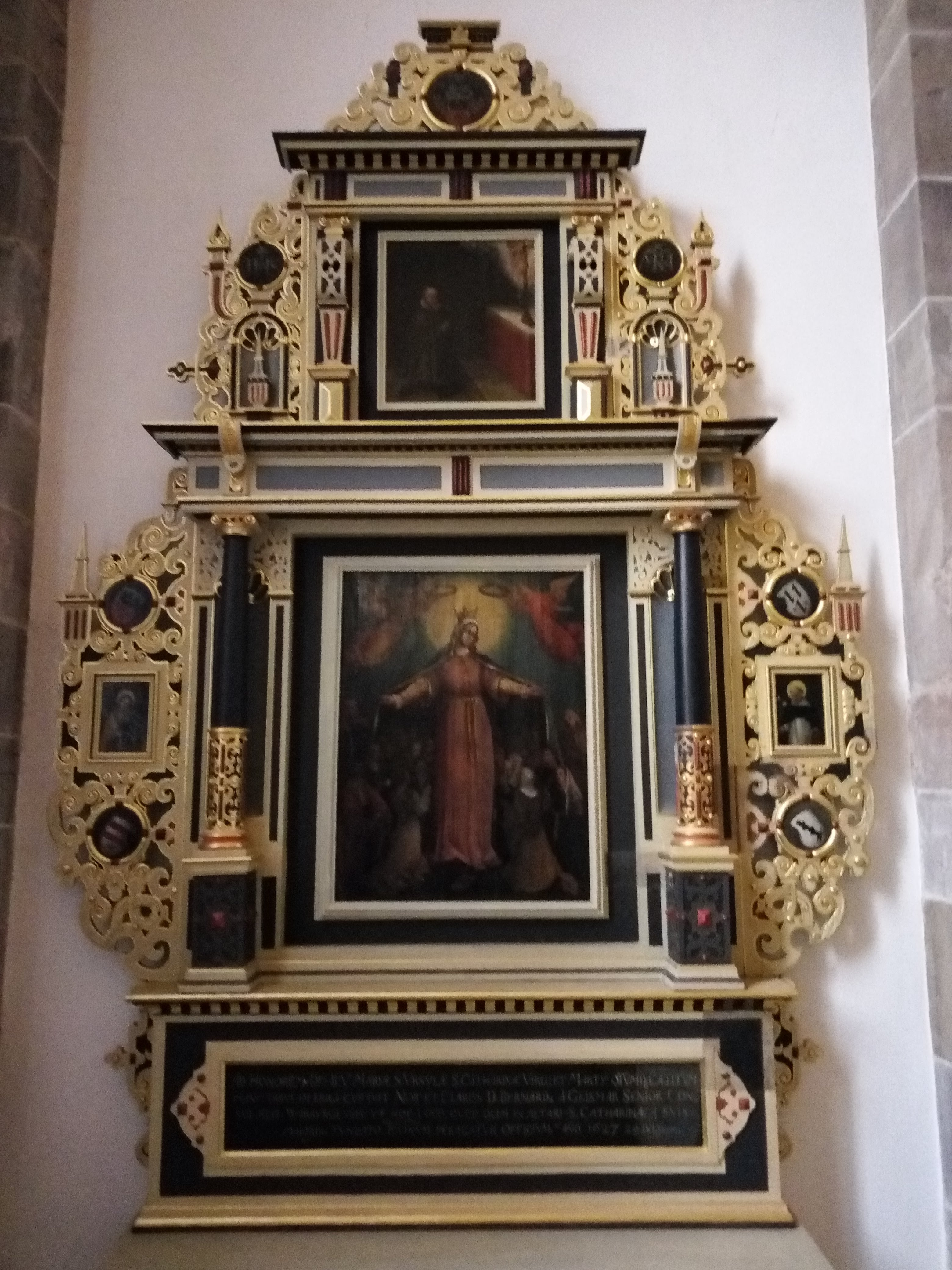
Geismar-Altar von 1627 in Warburg, St.Johannes Baptist

Ab etwa 1200 besaßen und bewirtschafteten Familienmitglieder das etwa sechs km nördlich von Warburg gelegene Gut Riepen.

Das 1667 erneuerte Haus Riepen bei Dössel

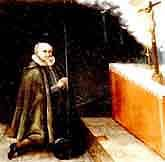
Bürgermeister Bernhard von Geismar auf o. g. Altar von 1627

Nach Gründung der Warburger Neustadt unter Bischof Bernhard IV. zur Lippe zogen Familienmitglieder derer von Geismar dorthin. Die Familie gehörte zu den führenden Geschlechtern und stellte im Wechsel mit den anderen Patrizierfamilien von 1287 bis 1760, über zehn Generationen, der Stadt zahlreiche Ratsherren und Bürgermeister. Die von Geismar besaßen einige Immobilien in der Neustadt, darunter einen Hof in der Sternstraße, neben dem Hardehäuser Mönchehof, und ein 1343 erbautes Haus in der Marktstraße 13, das die Inschrift trug: 1343 feria 3 post Pentec. Bartoldus de Geismar me fieri curavit und 1857 abbrannte. Hinzu kamen zahlreiche Landgüter in der Umgebung, Mühlen, ein Salzwerk in Salzkotten u. a.
Mehrere von Geismars bewährten sich zudem als Truppenführer bei den zahlreichen Fehden und Kriegen, in die Warburg verwickelt wurde. So schlug 1314 Bürgermeister Johann I. von Geismar den Angriff eines Ritterbündnisses um Johann Berkule in einer Schlacht am Desenberg nieder. 1433 bekämpfte Bürgermeister Bertold VI. von Geismar erfolgreich einen Übergriff Friedrich von Padbergs in Folge der Padberger Fehde. 
Im Dreißigjährigen Krieg verteidigte Bürgermeister Bernhard VIII. von Geismar 1622 die Stadt erfolgreich während der Belagerung durch Christian von Braunschweig und ließ 1627 in der Neustädter Kirche St. Johannes Baptist einen Seitenaltar errichten.
In Folge der Verarmung der Stadt nach dem Dreißigjährigen Krieg mehrten sich allerdings die Klagen über die Stadträte, denen Vettern- und Günstlingswirtschaft, fehlende Rechnungslegung, Ungerechtigkeit, Überheblichkeit und Verantwortungslosigkeit vorgeworfen wurde. Daraufhin verordnete 1667 der Landesherr, Fürstbischof Ferdinand von Fürstenberg, der Stadt eine neue Ratsverfassung mit einem Wahlmännersystem, das de facto zur Entmachtung der alten Patrizierfamilien führte. Hinzu kam Streitigkeiten über die Besteuerung auswärtiger Güter. Martin II. von Geismar, noch 1644–1667 Ratsherr und Bürgermeister, verließ daraufhin mit seiner Familie die Stadt, zog sich auf das Gut Riepen zurück und erbaute sich dort ein barockes Herrenhaus. Am 19. November 1679 erhielten Martin II. und sein Sohn Wilhelm Otto, Oberstleutnant des Leibregiments des Fürsterzbischofs zu Münster und Paderborn, ihr Wappen und den rittermäßigen Adelsstand bestätigt. Am 15. Dezember 1714 wurde Christoph Gottfried von Geismar, kaiserlicher Kammergerichtsbeisitzer zu Wetzlar, und Wilhelm Otto von Geismar, Gardekapitän und Oberstallmeister des Gouverneurs zu Mailand Fürsten zu Löwenstein, durch Kaiser Karl VI. der Titel eines Reichsfreiherren mit dem Namen „Freiherr von Geißmar genannt zu Mosbach und Lindenfels“ verliehen. Hinzu kam eine Wappenbesserung durch Vereinigung des Stammwappens mit dem Wappen des verstorbenen Geschlechts derer von Mosbach von Lindenfels. Dieser Freiherrenlinie gehörte u. a. auch Gut Stockum im Landkreis Osnabrück, weshalb die Familie auch zur Osnabrücker Ritterschaft gezählt wurde.

## Stammreihen

### Stammlinie Riepen
1. Albert I. von Geismar, erw. 1274[16].

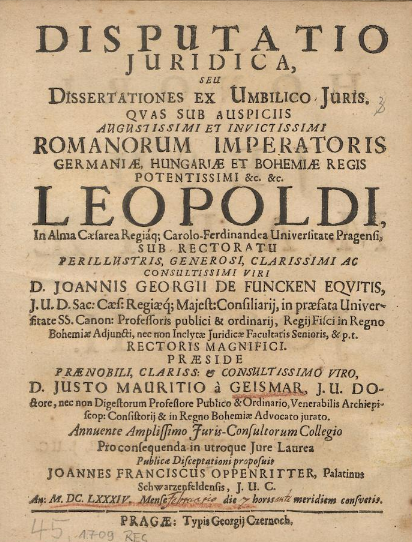
Titelblatt der Dissertation von Justus Mauritius von Geismar, (Prag 1684)

2. Berthold I. von Geismar, erw. 1295 als Zeuge „Bertholdus de Ripen“[17], † vor 1314, ⚭ Bertradis Schultete von Helmern, Tochter des Ritters Gerhards Schultete von Helmern, 3 Söhne, darunter Eckehard von Geismar, erw. 1312–1358, ältester Erbgesessener auf Riepen, 1340 Bm. der Neustadt Warburg, Heinrich von Geismar, erw. 1309–1321, Kaufmann, Ratsherr, Vasall des Grafen von Everstein und:
3. Johann I. von Geismar, erw. 1303–1335, Ratsherr und Bürgermeister, 1314 Truppenführer bei der Niederschlagung eines Ritterangriffs am Desenberg, danach Stiftung eines Altars „Beatae Maria virg. beatae Georgii“ in der Warburg-Neustädter Kirche St. Johannes Baptist, 1319 Erwerb einer Salzwerkes in Salzkotten, Stiftung zugunsten des Klosters Volkhardinghausen, 1323 Stiftung zugunsten des Klosters Willebadessen, ⚭ mit Grete von Dalheim, Tochter des Bm. Requin von Dalheim, 5 Kinder, darunter Grete von Geismar ⚭ Heinrich von Spiegel, Ida von Geismar ⚭ Johann Rave von Papenheim und:
4. Berthold II. von Geismar erw. 1343–1375, Erbauer des Hauses Eulenspiegel in der Warburger Neustadt, Ratsherr, Camerarius und Richter, ⚭ NN von Brakel, Tochter des Bm. Johann IV. von Brakel und NN von Westheim, 5 Kinder, darunter:
5. Cord (Kurt) von Geismar, 1376–1402 Ratsherr, Weinherr und Bürgermeister, 1390, nach dem Tod von Eckehards Sohn Berthold III., Erbe von Haus Riepen, ⚭ NN von Eissen, 8 Kinder, darunter:
6. Bertold VI. von Geismar, erw. 1404–1463, Ratsherr, 1433 Truppenführer gegen Friedrich von Padberg u. a., 1436 erster Bürgermeister nach der Vereinigung der beiden Städte Warburg, Lehnsrichter derer von Papenheim, ⚭ Mechtild Reussen, Tochter des Kaufmanns und Bm. Ulrich III. Reussen und Gertrud von Listingen, 7 Kinder, darunter:
7. Bernhard II. von Geismar, 1462–1488 Ratsherr und Bürgermeister, Lehnsnehmer u. a. des Bistums Paderborn, der Grafschaft Waldeck und des Stifts Corvey[18] u. a. zur Mittelmühle und weiteren Gütern in Warburg, Audaxen, Germete, Molhausen bei Warburg, Papenheim, Menne, Bühne, Dössel, Snefelde vor Blankenrode, Ordelinghausen bei Beverungen, Ottbergen, Dinglinghausen bei Korbach, Rotheim u. a., ⚭ (2.) Anna von Schwerten, 3 Söhne, darunter:
8. Georg I. von Geismar, 1518–1548 Ratsherr und Bürgermeister, † 1551, ⚭ Elisabeth Odeken, Tochter von Rh. Curt Odeken und Hildburg von Steinheim, 8 Kinder, darunter Bernhard IV. von Geismar, Student in Köln, Ratsherr und Bürgermeister, ⚭ Windela Nabercord, und:Coelestin von Geismar, Reichsabt zu Werden (Ölgemälde ca. 1718)

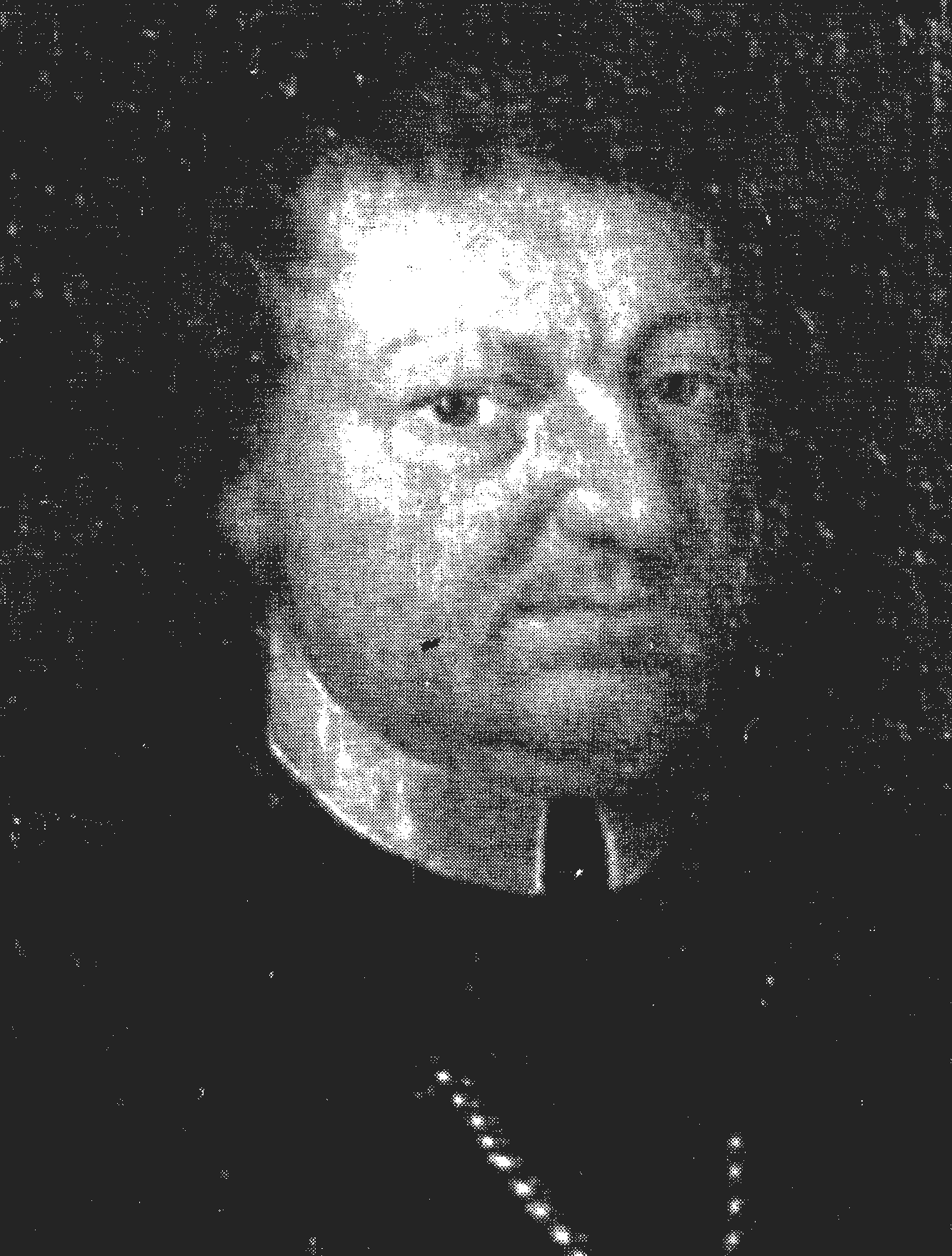
Coelestin von Geismar, Reichsabt zu Werden (Ölgemälde ca. 1718)

9. Berthold X. von Geismar, nach 1515–1576, Ratsherr und Bürgermeister, ⚭ Elisabeth zur Westen (Thorwesten) aus Salzkotten, Tochter von Curd Thorwesten zu Neuhaus und Elisabeth Heidenreich, 5 Kinder, darunter:
10. Herbold von Geismar, 1567–1601 Ratsherr und Bürgermeister zu Warburg, 1567–1592 belehnt, Führer der Gegenreformation in Zusammenarbeit mit den Paderborner Jesuiten, ⚭ Elisabeth von Menne, Tochter des Bm. Ulrich von Menne und Elisabeth von Sieghard, 2 Söhne: Bernhard VIII. von Geismar, ⚭ Margarete Geyer, 1595 bis 1635 mehrfach Bürgermeister, Verteidiger der Stadt 1622 die gegen Christian von Braunschweig. Sein Bruder:Benedikt von Geismar: Taler (1730)

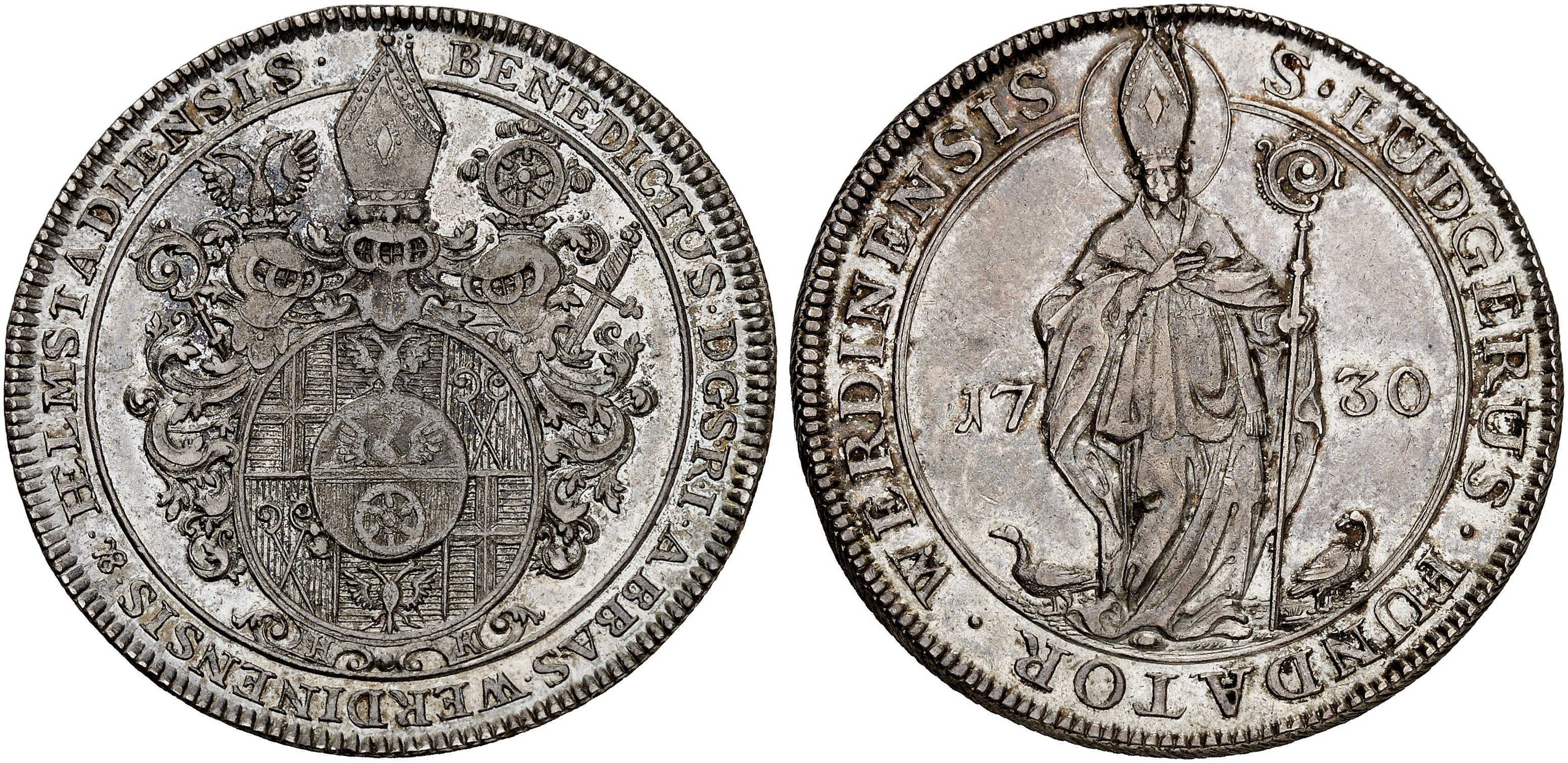
Benedikt von Geismar: Taler (1730)

11. Heinemann I. von Geismar, 1609–1649 Bürgermeister zu Warburg, ⚭ (2.) Anna von Papenheim (Spießen), 2 Söhne, darunter:
12. Martin II. von Geismar, vor 1601–1685, 1644–1667 Ratsherr und Bürgermeister zu Warburg, 1653 mit 1 Hufe zu Rotheim belehnt[19], Bauherr des Gutshauses auf Riepen, ⚭ Elisabeth Catharina Maria von Hörde, Tochter des Christoph von Hörde und NN von Meschede, 3 Kinder, darunter:Friedrich Caspar von Geismar (ca. 1840)

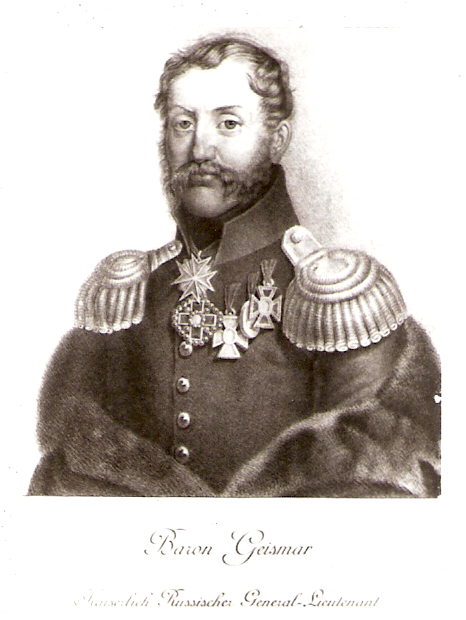
Friedrich Caspar von Geismar (ca. 1840)

13. Wilhelm Otto von Geismar, 1644–1727, Freiherr auf Riepen, Oberst, ⚭ Susanna Maria von Bolandt, Tochter von Wilhelm von Bolandt und Agnes von Hillen, Enkelin von Johann Bolandt, 4 Kinder, darunter Caspar Ferdinand von Geismar, 1680–1757, Reichsabt „Benedikt“ zu Werden und:
14. Martin Justus von Geismar, 1695–1735, Freiherr auf Riepen, ⚭ Johanna Eleonore von Heym, Tochter von Dietrich von Heym und Magdalena von Buttlar, 5 Kinder, darunter:
15. Clemens August von Geismar, 1740–1794, Freiherr auf Severinghausen bei Ahlen, Major im Hochstift Münster, ⚭ Bernardine von Berswordt, Tochter von Johann Philipp von Berswordt, 6 Kinder, darunter Sophie von Geismar, ⚭ 1803 mit Joseph von Papen und:
16. Friedrich Caspar von Geismar, 1783–1848, General im russischen Kaiserreich, verh., 11 Kinder

### Linie Justus (erloschen)
1. Justus I. von Geismar, † 1676, Bruder von Martin II. von Geismar (s. o.), 1638–1666 Bürgermeister, ⚭ 1. Margarete von Steinheim † 1660, 2. Maria Sophie von Exterde aus Lügde, 8 Kinder, darunter Johann Heinrich von Geismar, 1666–1718, Fürstabt „Coelestin“ zu Werden, Wilhelm Otto von Geismar, † 1720, Erbmarschall im Hochstift Paderborn, Justus Mauritius von Geismar, 1659–1661 Student, dann Dr. jur. und Kanzler an der Karls-Universität Prag, und:
2. Christoff Gottfried von Geismar, 1662–1725, 1678 Student, dann Canonicus Dr. jur. zu Fritzlar, Professor, Tassischer Rat und Hofmeister, Hofmarschall und Präsident zu Heidelberg, Assessor am Reichskammergericht, 15. Dezember 1714 Freiherrenstand mit dem Namenszusatz „genannt Mosbach von Lindensfels“,[12] ⚭ Elisabeth Mosbach von Lindenfels † 1725, ein Sohn:
3. Lothar Franz Anton von Geismar-Mosbach von Lindenfels ⚭ Catharina Agnes Eva von Kerpen, † 1772, 4 Kinder:
4. Carlotte von Geismar, badische Hofdame, Elisabeth von Geismar ⚭ NN von Rehbach, Anna Maria von Geismar ⚭ NN von Steindorff und Hugo Franz Lothar von Geismar, 1757–1800 Kurmainzer Rat, keine Nachkommen.

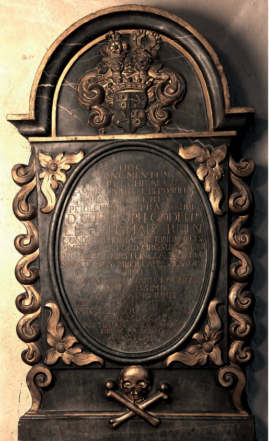
Epitaph für Christoph Gottfried von Geismar im Dom zu Wetzlar (1725)

## Wappen
- Blasonierung des Stammwappens: Silber über Rot geteilt. Oben ein an der Teilungslinie gelegter wachsender schwarzer Adler, unten ein silbernes Rad. Auf dem Helm das Rad vor einem Busch an 4 (2:2) schwarzen, nach innen gekrümmten Adlerfedern. Die Helmdecken sind schwarz-rot-silbern.[20]
- Blasonierung des Freiherrenwappens (1714): Geviert. Felder 1 und 4 geteilt, oben in Silber schwarzer wachsender Adler, unten in Rot ein silbernes Rad. Felder 2 und 3 in Blau eine silberne schräglinks liegende Hirschstange. Auf dem Schild liegt eine vierperlige Freiherrnkrone. Zwei gekrönte Helme: I. das silberne Rad mit drei silbernen Federn besteckt; II. ein offener blauer Flug je mit der Hirschstange belegt. Die Helmdecken sind rechts rot-silbern, links blau-silbern.[12][20]

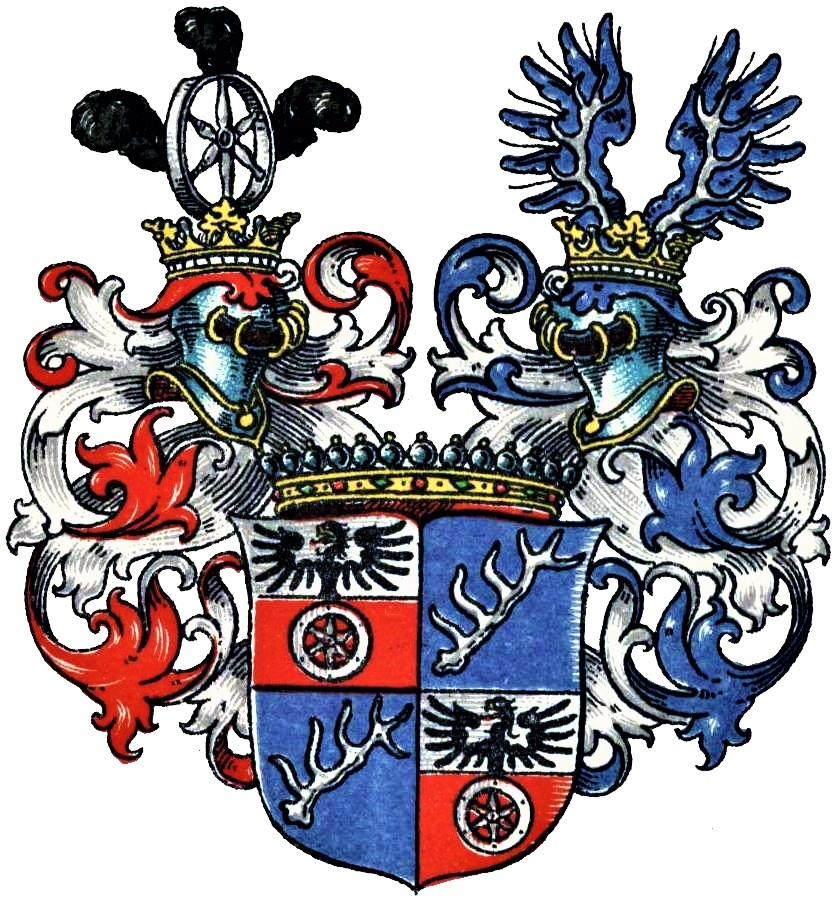
Wappen der Freiherren von Geismar genannt Mosbach von Lindenfels (1714)
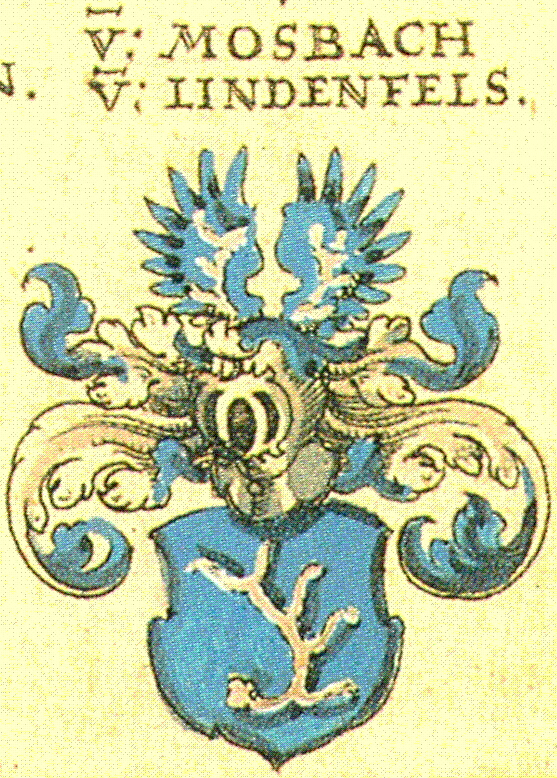
Wappen derer von Mosbach-Lindenfels bei Johann Siebmacher

## Erinnerungskultur
- Die Geismargasse in Warburg wurde nach der Familie benannt.